# Gabeu
Gabeu (Gabaeus, Γαβαῖος), fou un governant de la Frígia Hel·lespòntica o Frígia Menor esmentat per Xenofont (Xen. Cyropedia 2.1.5). Estava aliat als assiris contra Cir II el Gran de Pèrsia. Derrotats els assiris, Gabeu va retornar al seu país. Això correspondria al segle vi aC.